# Діізопропіламід літію
Діізопропіламі́д літію, ЛДА (англ. lithium diisopropylamide) — хімічна сполука, літієвий амід діізопропіламіну. Це сильна ненуклеофільна основа, що добре розчиняється в неполярних органічних розчинниках. ЛДА добре підходить для депротонування слабких C–H кислот (наприклад, оксосполук в α-положенні до енолятів). Ця сполука була вперше одержана М. Хамеллом і Р. Левіном у 1950 р.

## Одержання і структура

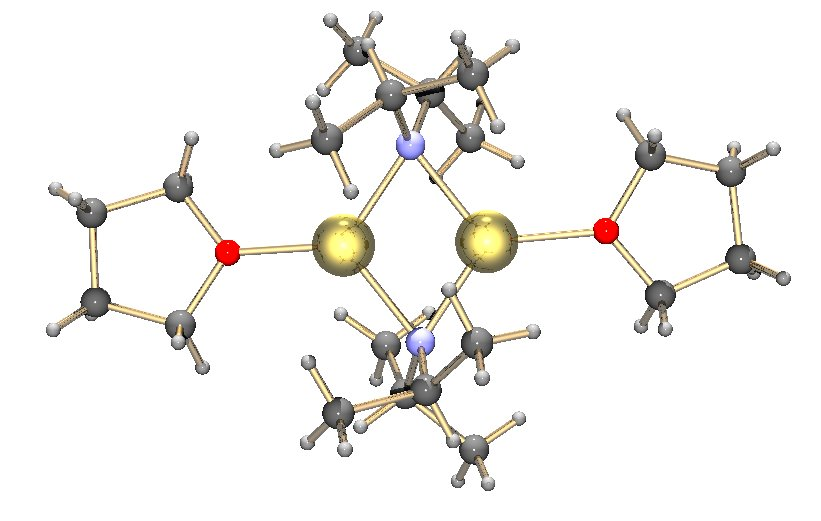
Комплекс ЛДА з ТГФ

ЛДА зазвичай отримують додаванням н-бутиллітію до розчину діізопропіламіну в ТГФ при -78 °С.
Як і більшість літійорганічних сполук, ЛДА в розчиненому вигляді утворює агрегати: так, у ТГФ він знаходиться у формі димеру. У неполярних розчинниках, таких як толуен, він утворює лінійні олігомери.
Твердий ЛДА є пірофором, але в розчиненому вигляді він, як правило, не становить такої небезпеки. ЛДА є комерційно доступним у вигляді розчину в полярних апротонних розчинниках (ТГФ або діетиловий ефір), а також у неполярних розчинниках (гептан, етилбензен). 